# Carevič (opereta)

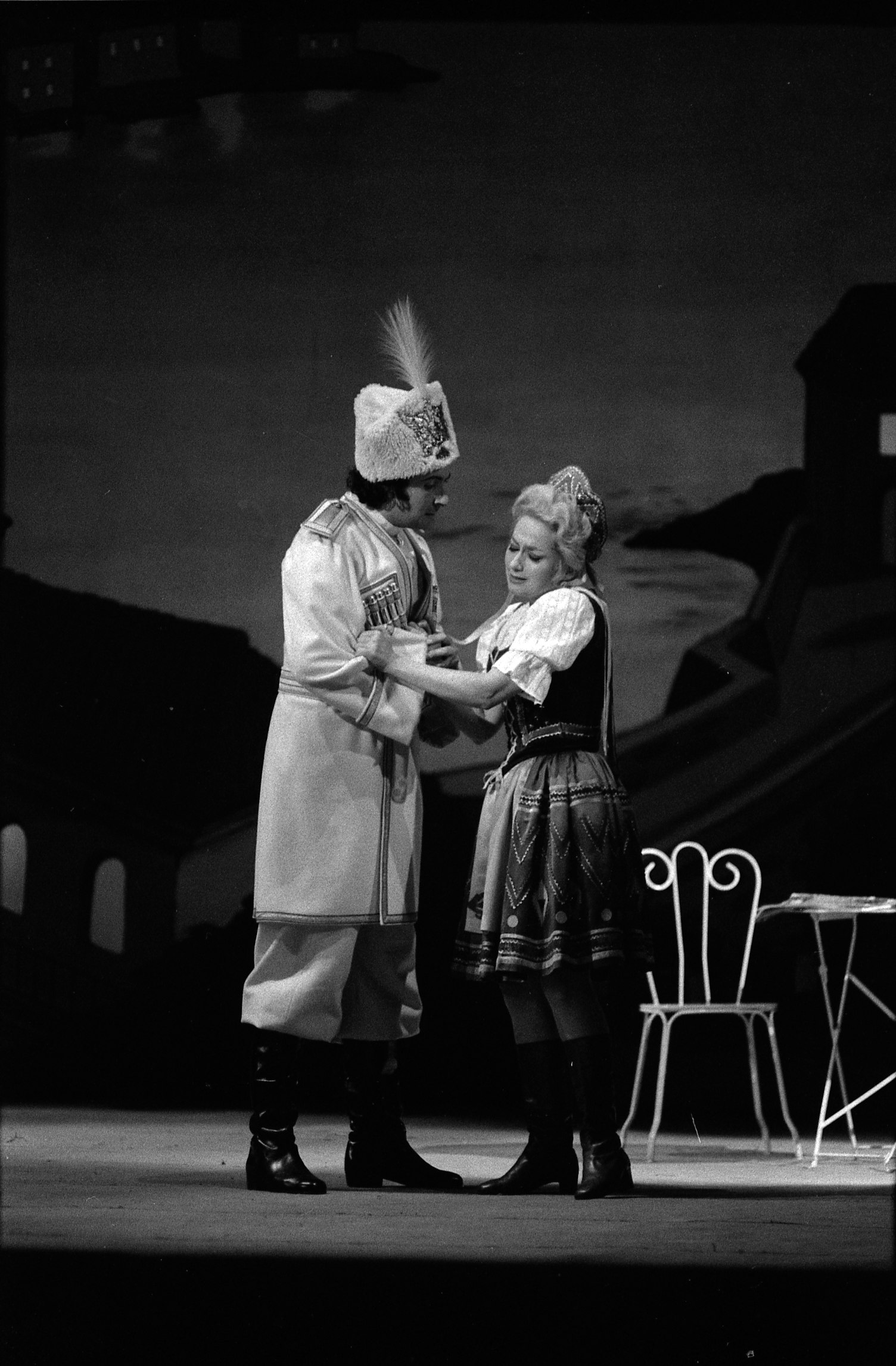

Carevič (německy Der Zarewitsch) je opereta, kterou zkomponoval Franz Lehár. Premiéra se konala 21. února 1927 v Deutsches Künstlertheater v Berlíně. Libreto napsali Béla Jenbach a Heinz Reichert podle činoherní předlohy polské autorky Gabriely Zápolské, kterou viděl Lehár hrát ve Vídni v roce 1917 v Detsches Volkstheater. Práva na její dílo získali až po smrti autorky od jejího dědice. V původním díle odhrávajícím se v 18. století, vystupoval Alexej Petrovič, nejstarší syn cara Petra Velikého, který se zamiloval do Finky a odešel s ní do Itálie. Byl však otcem přinucen vrátit se do Ruska, kde byl uvězněn. Libretisté se rozhodli obejít „politicky nepříjemné“ části díla. Děj byl přenesen o století později a hlavní postava operety je jen výplodem fantazie (nemá tedy žádnou oporu v dějinách). V operetě se carevič vrátí z Itálie do vlasti dobrovolně, aby splnil své povinnosti. Své lásky se musí zříci.
Opereta byla velmi úspěšná a její děj umožnil autorovi použít ruské i neapolské hudební motivy. Árie „Willst du, Wils du...“ („Chceš?“, první dějství) byla napsána vysloveně na míru slavnému tenorovi Richardu Tauberovi. Nejvíce se však proslavil duet z třetího dějství: „Warum hat jeder Frühling, ach, nur einen Mai?“ („Proč je každé jaro pouze jednou květen?“).

## Hlavní postavy
| Postava              | Hlasový rozsah | Obsazení na premiéře 21. února, 1927 |
| -------------------- | -------------- | ------------------------------------ |
| Carevič              | tenor          | Richard Tauber                       |
| Ivan                 | baryton        | Paul Heidemann                       |
| Mascha, Ivanova žena | soprán         | Charlotte Ander                      |
| Sonja                | soprán         | Rita Georg                           |
| Lina                 | soprán         |                                      |
| Premiér              | bas            |                                      |

## Inscenace v Česku (výběr)
Operetu Carevič uvedla např. pražská Moderní opereta (1933) Národní divadlo Brno (1929) a řada dalších divadel.